# 釋本無
釋本無（1286年－1343年），號我菴，諡曰佛護宣覺憲慈匡道大師，俗姓黃，台州黃巖人，為元朝四明山延慶寺沙門。。

## 生平
本無禪師幼年跟隨淨慈方山禪師落髮出家，進一步受持具足戒。之後依止寂照禪師，在中天寺歷任箋翰、維那等僧職。有舅氏介紹本無前往參謁演福寺湛堂性澄和尚，精研天臺宗教。寂照禪師惋惜本無離開到外地參學，便寫了一首偈子：「從教入禪今古有，從禪入教古今無，一心三觀門雖別，水滿千江月自孤。」
本無禪師學成後繼承為性澄和尚的法嗣，但仍然每日燃一柱香感念寂照禪師的教化之恩。寂照禪師將往生時，本無禪師剛接任四明山延慶寺住持，寂照禪師寫遺書囑付本無禪師，定要大力弘揚大蘇、少林兩家宗趣，本無設祭筵拈香遙祭恩師，賦偈讚道：「妙喜五傳最光焰，寂照一代甘露門，等閒觸著肝膽裂，氷雪忽作陽春溫。我思打失鼻孔日，是何氣息今猶存，天風北來歲云暮，掣電討甚空中痕。」
本無禪師晚年遷居杭州上天竺寺（現名為法喜講寺），元順帝至正三年（1343年），一日，禪師身無疾病，端身坐化，圓寂於白雲堂，當朝皇帝追諡號「佛護宣覺憲慈匡道大師」。

## 法嗣

### 師長
- 佛日普照
- 湛堂性澄

### 弟子
- 竺隱弘道

## 外部連結
- 中國百科網－釋弘濟《高僧摘要》[永久]